# Terada Yosuke
Yosuke Terada (sinh ngày 8 tháng 7 năm 1987) là một cầu thủ bóng đá người Nhật Bản.

## Sự nghiệp câu lạc bộ
Yosuke Terada đã từng chơi cho YSCC Yokohama, AC Nagano Parceiro, FC Ryukyu và SC Sagamihara.